# Greve
För andra betydelser, se Greve (olika betydelser).

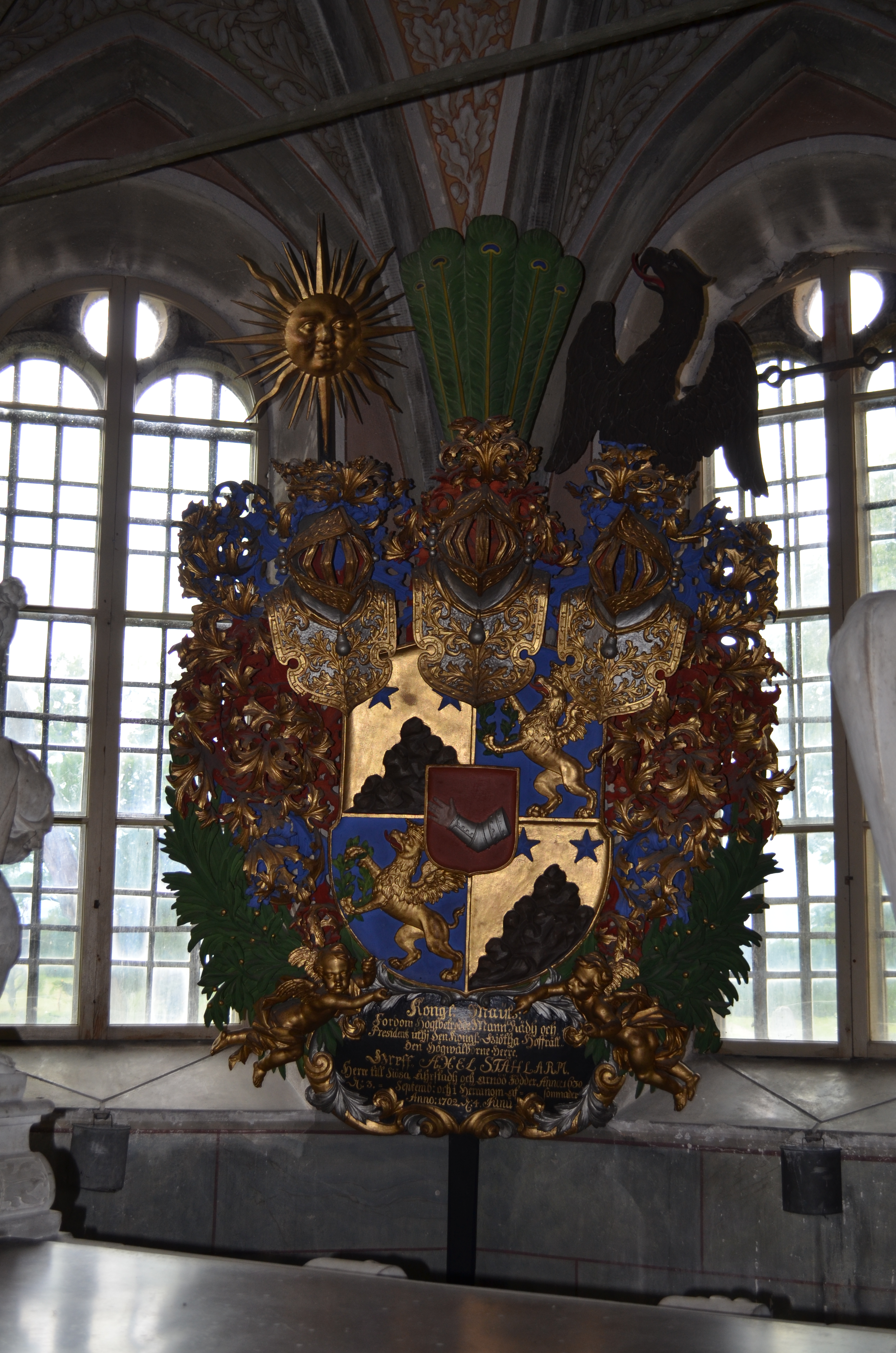
Greve Axel Stålarms (nr 33) (1630-1702) huvudbaner i Vadsbro kyrka, Södermanland

Greve är en adlig värdighet. En grevinna är vanligen på samma sätt en hustru eller dotter till en greve, och en kvinna som i sin egen rätt innehar en grevlig titel tituleras grevinna. Titeln infördes i Europa av Karl den store och är högadlig.
Internationellt varierar reglerna huruvida samtliga medlemmar av en grevlig ätt bär titeln, eller endast huvudmannen. I till exempel Storbritannien innehas den motsvarande titeln earl i princip endast av huvudmannen eller av den som förlänats titeln.

## Historia
Karl den store införde bland annat titlarna greve och hertig som representanter för kungamakten i olika delar av riket, det vill säga en sorts landshövdingar. Ursprungligen betydde latinets motsvarighet för greve, comes, ungefär "kompanjon" (vid det romerska kejsarhovet). Ordet greve kommer från tyskans graf och härstammar troligen från grekiskans grafein, "att skriva". Ordet betydde alltså antagligen från början ungefär "skrivare", en sorts ämbetsman.
Gränsområden kallades marker, och administrerades till en början rent militärt, av markgrevar, som alltså var greve av ett "mark"-område. Markgreve motsvaras i Sydeuropa, Frankrike, Belgien, Nederländerna och Storbritannien av titeln markis. Claes Lagergren är den enda kända svensk som fått denna titel.
Titeln markgreve kom under medeltiden att bli en furstetitel, till exempel markgrevarna av Baden. Det har i Europa, främst i Tyskland, dessutom funnits fler sorters grevetitlar utöver markgreve, såsom pfalzgreve, lantgreve och borggreve.
Grevar kunde också ha en person som sin vikarie eller ställföreträdare, på latin vicecomes ("vicegreve"). På svenska är översättningen av titeln vikomt. Detta gav upphov till en särskild titel på kontinenten översatt till en rad olika språk: engelska viscount, franska vicomte, polska wicehrabia, italienska visconte, spanska vizconde, portugisiska visconde. I Benelux motsvaras titeln vikomt av borggreve (nederländska burggraaf, äldre flamländska burg- eller burch-graeve).

## Sverige
Under hela medeltiden existerade bara några få personer med grevetitel i Sverige. Bland dessa var Henrik IV, greve av Gleichen (nämns tidigast 1282, död 1320) som nämns som svenskt riksråd 1288, och greve Hans Ludvigsson av Everstein, som vistades med säkerhet i Norden från 1415, och var riksråd för kung Erik av Pommern. Han avled i skeppsbrott på väg från Gotland 1446. 
Titeln greve infördes i Sverige år 1561 som den högsta adliga värdigheten, som följs av friherre och därefter riddare. Sverige har för närvarande 46 levande grevliga ätter. Totalt har 142 grevliga ätter introducerats på Riddarhuset genom åren. Grevar har rätt till titeln Högvälborne (även om den nu är föråldrad), såsom exempelvis Högvälborne Herr Greve von Fersen.
I Sverige bär alla manliga medlemmar av en grevlig adelsätt titeln, om anfadern upphöjts till grevlig värdighet före 1809. Undantag finns dock, där endast huvudmannen bär titeln även där ättens stamfader upphöjts till grevlig värdighet före 1809, släkter som af Ugglas och Beck-Friis. I de ätter vars anfäder upphöjdes till grevlig värdighet efter år 1809, det vill säga enligt § 37 i 1809 års regeringsform innehar endast släktens huvudman adelsvärdighet respektive titeln greve.
Första gången en svensk kung utsåg grevar var vid Erik XIV:s kröning år 1561, då denne lät dubba sina tre närmsta manliga släktingar utanför kungahuset till grevar. Dessa var:
- marsken Svante Sture d.y., kusin till kungens far
- rikshovmästaren Per Brahe d.ä., kusin till kungen själv
- riksrådet Gustav Johansson (Tre Rosor), kusin till kungens far.

Svante Sture dödades i samband med Sturemorden och ätten Tre Rosor dog ut 1612 vilket medförde att Per Brahes ätt Braheätten blev greveätt nummer 1 vid introduktionen på det då nybildade Riddarhuset år 1625.
Drottning Kristina ökade kraftigt antalet grevar (och även antalet adliga ätter i lågadeln) för att splittra adeln och ge glans åt sitt hov. Hon dubbade under sin tioåriga regeringstid 18 personer till grevar. År 1664 fanns i Sverige cirka 13 grevliga och friherrliga familjer. 

### Titeln grevinna i Sverige
I Sverige erhöll en kvinna titeln grevinna när hon ingick äktenskap med en greve. Efter en skilsmässa behöll kvinnan inte sin titel. I Sverige titulerades en ogift dotter till en greve "fröken" eller "högvälborna fröken"; det förekommer att döttrar till grevar kallas grevinna efter giftermål med en friherre eller obetitlad adelsman men inte efter giftermål med en ofrälse.

## Polen
Hrabia (förkortat hr. före ett efternamn) var en polsk adelstitel som i Sverige motsvarades av titeln greve. En hrabias maka kallades hrabina och deras dotter hrabianka. Det område han styrde över kallades hrabstwo.